# Douré
Douré är en ort i Burkina Faso.   Den ligger i provinsen Province du Boulkiemdé och regionen Centre-Ouest, i den centrala delen av landet, 40 km väster om huvudstaden Ouagadougou. Douré ligger 339 meter över havet och antalet invånare är 2 856.
Terrängen runt Douré är platt. Närmaste större samhälle är Kokologho, 3,7 km sydost om Douré.
Trakten runt Douré består till största delen av jordbruksmark. Runt Douré är det ganska tätbefolkat, med 100 invånare per kvadratkilometer.